# Teufelssteine (Steinbachtal)
Die Teufelssteine sind eine bis zu 35 Meter hohe Felsformation auf 750 m ü. NHN Meter Höhe im oberen Erzgebirge. Die für ihre Kletterrouten bekannten Felsen liegen im Norden der Stadt Johanngeorgenstadt im sächsischen Erzgebirgskreis, Deutschland.

## Lage und Umgebung

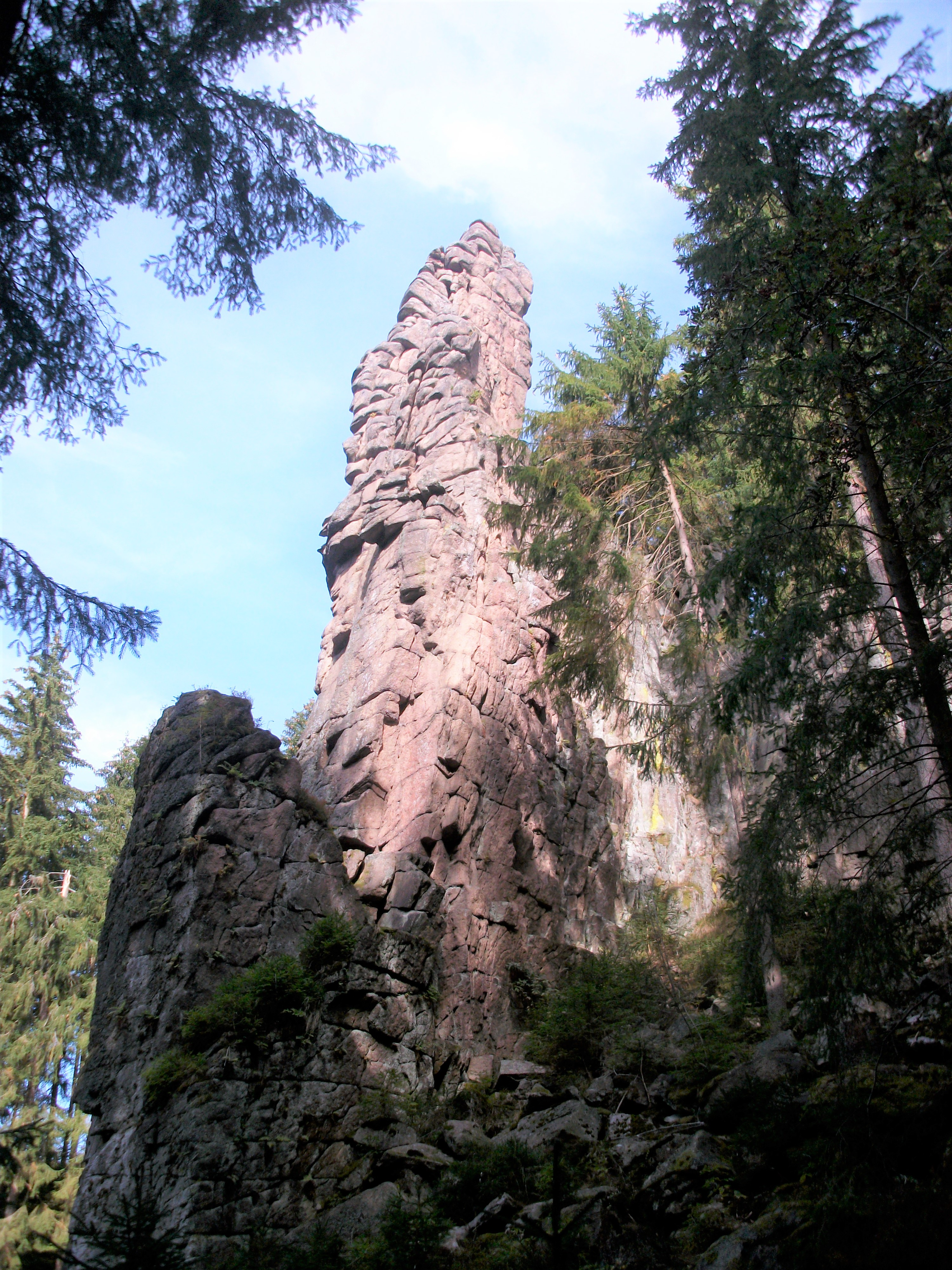
Haarnadel der Teufelssteine

Die Teufelssteine liegen im Tal des Steinbachs nördlich der zu Johanngeorgenstadt gehörigen Ortsteile Steinbach und Neustadt. Bezüglich des Naturraums liegen sie im Osten des Westerzgebirges, deren Ostgrenze das Schwarzwasser bildet. Die Teufelssteine liegen im Bereich des „Naturlehrpfads Steinbachtal“. Sie sind über den „Steinbachweg“ und das „Schimmelgut“ aus Richtung Steinbach, den „Rundwanderweg Kanzelstein“ oder dem „Graupnerweg“ aus Richtung Erlabrunn erreichbar.

## Geologie
Die Teufelssteine bestehen aus Eibenstocker Granit, welcher in diesem Bereich grobkörnig ausgebildet ist und die Minerale Feldspat, Quarz, Glimmer und Turmalin enthält. Die heutige markante Form der Felsen entstand durch Niederschlagswasser und Spaltfrost (Wollsackverwitterung).

## Naturschutz
Die Teufelssteine sind Teil der Mittelgebirgslandschaft bei Johanngeorgenstadt, einem Natura-2000-Gebiet von europäischer Bedeutung.

## Tourismus
Im Jahr 1925 wurden die Teufelssteine klettersportlich erschlossen. Heute gibt es an dem Massiv und der Felsnadel 110 Kletterrouten und Varianten, welche eine Höhe von 34 Metern erreichen. Die Schwierigkeitsgrade nach der UIAA-Skala der 16 durch den Alpenverein ausgewiesenen Kletterrouten reichen von II (mäßig) bis VIII+ (extrem schwierig).
Das Kletterareal besteht aus dem Teufelsstein und dem Teufelssteinmassiv. Das Teufelssteinmassiv besteht aus sechs Sektoren:
- A Sektor: Oberes Teufelssteinmassiv
- B Sektor: Teufelsmauer
- C Sektor: Kleine Teufelswand
- D Sektor: Pferdefuß
- E Sektor: Teufelchen
- F Sektor: Steinbachturm

An den Teufelssteinen führen der „Naturlehrpfad Steinbachtal“, der über geologische Gegebenheiten und seltene Pflanzen und Tiere informiert, und der Kammweg Erzgebirge–Vogtland vorbei.
Bis in den Zweiten Weltkrieg gab es unweit der Teufelssteine bei der Kellerschleiferei die Teufelssteiner Hütte des Deutschen und Österreichischen Alpenvereins, die von der Sektion Aue betrieben wurde.

## Sonstiges
2020 erfolgten hier Dreharbeiten für den Erzgebirgskrimi – Der letzte Bissen.